# Kävlingeån
Kävlingeån [̌cɛːvliŋəoːn] (auch Lödde å) ist ein Fluss in der südschwedischen Provinz Skåne län und der historischen Provinz Schonen. Er ist neben Helge å und Rönne å einer der großen Flüsse der Provinz. 
Die Länge beträgt etwa 50 km (mit Quellzufluss etwa 90 km). 
Der Fluss durchfließt die Gemeinden Sjöbo, Lund, Eslöv und Kävlinge. Das Einzugsgebiet umfasst 1203,8 km².

## Flusslauf
Vom See Vombsjön kommend fließt der Kävlingeån ruhig und breit Richtung Westen, vorbei an den Ortschaften Harlösa, Revingeby, Flyinge und Gårdstånga. 
Nach der Unterquerung der Europastraße 22 erfährt der Flusslauf nördlich von Lund eine Biegung in südwestlicher Richtung. 
An dieser Stelle, in der Nähe des Ortes Lilla Harrie, überquerten am 4. Dezember 1676 schwedische Truppen den Fluss, um in der Schlacht bei Lund gegen die Dänen zu kämpfen. Nach dem Durchfluss durch den namengebenden Ort Kävlinge, fließt der Fluss vorbei an Örtofta und Löddeköpinge (weshalb er in diesem Abschnitt auch Lödde å genannt wird), um wenig später nördlich von Bjärred in die Bucht von Lomma zu münden. Das Gebiet in seiner Mündung ist ein Naturreservat.
Zuflüsse sind der Klingavälsån und der Bråån. Quellfluss ist der Björkaån, der den Vombsjön im nördlichen Teil der Gemeinde Sjöbo von Osten her speist.